# RuStore
RuStore — российский магазин приложений для мобильных устройств, разработанный корпорацией VK при поддержке Министерства цифрового развития, связи и массовых коммуникаций РФ. Победитель Премии Рунета в номинации «Наука, технологии и инновации».

## История
Бета-версия сервиса запущена 25 мая 2022 года только для Android. Для части разработчиков был открыт личный кабинет, позволяющий самостоятельно загружать приложения. В бета-версию были интегрированы системы безопасности Лаборатории Касперского и VK. При запуске было доступно около 150 приложений.
На 12 июля 2022 года было доступно уже 1068 приложений, RuStore был скачан более 500 тысяч раз, а количество скачиваний превысило 1,1 млн.
К 21 октября количество приложений увеличилось до 2,1 тысячи, RuStore установили 2,4 миллиона раз, было скачано около 5 миллионов приложений.
RuStore доступен для разработчиков всех стран. Дизайн магазина выполнен в традициях социальной сети «ВКонтакте».
8 февраля 2023 года в VK объявили о завершении бета-тестирования сервиса. Также был открыт личный кабинет для иностранных разработчиков на английском языке.
На 27 февраля 2023 года число активных пользователей RuStore составило 10 миллионов, из них 3,6 тысячи разработчиков. Количество приложений в RuStore составило 5 тысяч.
22 марта 2023 года в магазине появился встроенный антивирус.
В апреле 2023 года стало известно, что производитель Tecno начал совершать предустановку маркетплейса в смартфоны, предназначенные для продажи в России. Аналогичные решения приняли компании Xiaomi, Vivo, Realme, Infinix и iTel.
В том же месяце в RuStore появились первые приложения от зарубежных разработчиков — социальная сеть с короткими вертикальными видео Likee и условно-бесплатная мобильная многопользовательская онлайн-игра в жанре королевской битвы PUBG Mobile.
7 июня 2023 года магазин был адаптирован для планшетов.
20 июля 2023 года появилось возможность изменить тему на темную, розовую или как на устройстве пользователя.
18 ноября 2023 на конференции RuStore Mobile Conf, было объявлено, что с 2024 года российский магазин приложений RuStore будет устанавливаться на все смартфоны, работающие под управлением отечественной операционной системой Аврора.
В марте 2024 года в Rustore появились мини-приложения, которые не нужно устанавливать на устройство. Для того, чтобы ими воспользоваться, достаточно иметь аккаунт VK ID.
К концу мая 2024 года в Rustore зарегистрировались более 10 000 разработчиков из 40 стран мира. Большинство иностранцев - представители Китая, Сингапура, Белоруссии, Казахстана и Азербайджана.
В июне 2025 года Rustore объявил о выходе на вьетнамский рынок. Вьетнам занимает третье место по количеству издателей мобильных игр. В 2024 году 3 из 10 самых скачиваемых в мире игр были разработаны в этой стране.
7 июля 2025 года В.В. Путин подписал закон об обязательной установке зарубежными производителями приложения RuStore на смартфоны, предназначенные для продажи в России.

## Описание

### Категории
По состоянию на 2023 год приложения в магазине RuStore представлены в следующих категориях:
- Приложения: Бизнес-сервисы, Государственные, Еда и напитки, Здоровье, Книги, Новости и события, Образ жизни, Образование, Общение, Объявления и услуги, Питомцы, Покупки, Полезные инструменты, Путешествия, Развлечения, Родителям, Спорт, Ставки и лотереи, Транспорт и навигация, Финансы.
- Игры: Аркады, Викторины, Головоломки, Гонки, Дети, Игры с AR, Инди, Казино, Казуальные, Карточные, Музыка, Настольные игры, Приключения, Ролевые, Семейные, Симуляторы, Словесные игры, Спортивные игры, Стратегии, Экшн.

### Безопасность
Все приложения в магазине проходят ручную модерацию и проверку с помощью систем безопасности «Лаборатории Касперского».
VK разместила RuStore на платформе Standoff 365 Bug Bounty, разработчиком которой выступает Positive Technologies. В случае выявления уязвимостей в RuStore этичные хакеры получат от компании вознаграждение до 360 тысяч рублей, сумма зависит от уровня угрозы.

### Возрастные ограничения
В RuStore используются следующие возрастные ограничения:
| Рейтинг | Описание |
| ------- | --- |
| 3+      | Не рекомендуются детям до 3 лет. Обратите внимание, что не все приложения с этим возрастным ограничением разработаны специально для детей. |
| 7+      | Не рекомендуются детям до 7 лет. Обратите внимание, что не все приложения с этим возрастным ограничением разработаны специально для детей. |
| 12+     | Не рекомендуются детям до 12 лет. |
| 16+     | Не рекомендуются детям до 16 лет. |
| 18+     | Рекомендуются только для взрослых. |

## Использование

### Установка магазина
Для установки RuStore нужно запустить apk-файла RuStore.apk, который можно скачать с официального сайта. На нём также размещены инструкции, в том числе на случай получения пользователем предупреждений об опасности скачивания RuStore.apk из-за установки из неавторизованного источника.

### Авторизация
RuStore в ограниченном режиме может работать без авторизации или регистрации. Например, нельзя скачивать платные приложения, оставлять оценки и отзывы, активировать фоновую проверку устройства встроенным антивирусом.
Авторизация или регистрация на сервисе осуществляется с использованием:
- VK ID
- Сбер ID
- Яндекс ID
- Tinkoff ID
- Alfa ID
- Госуслуги

### Оплата услуг
Оплата приложений и товаров внутри приложений возможна с использованием:
- Банковской картой
- VK Pay
- SberPay
- Tinkoff Pay
- СБП
- Баланса номера мобильного телефона

## Статистика
Месячная аудитория RuStore превысила 7 миллионов человек. Данные приведены по итогу октября 2022 года на основании исследования Cross Web Mediascope, реализуемого на Android only подходе. В магазине приложений уже доступны 25 самых популярных российских приложений и порядка 3 000 других сервисов от более чем 1 800 разработчиков.
По данным на январь 2023 года месячная аудитория приложения составила 10 млн человек старше 12 лет. На площадке размещено 5 тыс. приложений от 3,6 тыс. разработчиков.
В мае 2024 года было зафиксировано более 140 млн скачиваний игр и приложений с момента запуска сервиса.
При этом, по данным ВЦИОМ, опубликованным в августе 2024 года, 74% россиян никогда не пользовались сервисом.

## Критика
В августе 2022 года выяснилось, что некоторые приложения из RuStore некорректно работают на телефонах, где не установлены системные сервисы Google (GMS), в частности, на смартфонах Huawei. VK предлагает разработчикам использовать вместо GMS российские аналоги.